# Cosmodes elegans
Cosmodes elegans är en fjärilsart som beskrevs av Donovan 1805. Cosmodes elegans ingår i släktet Cosmodes och familjen nattflyn. Inga underarter finns listade i Catalogue of Life.

## Bildgalleri

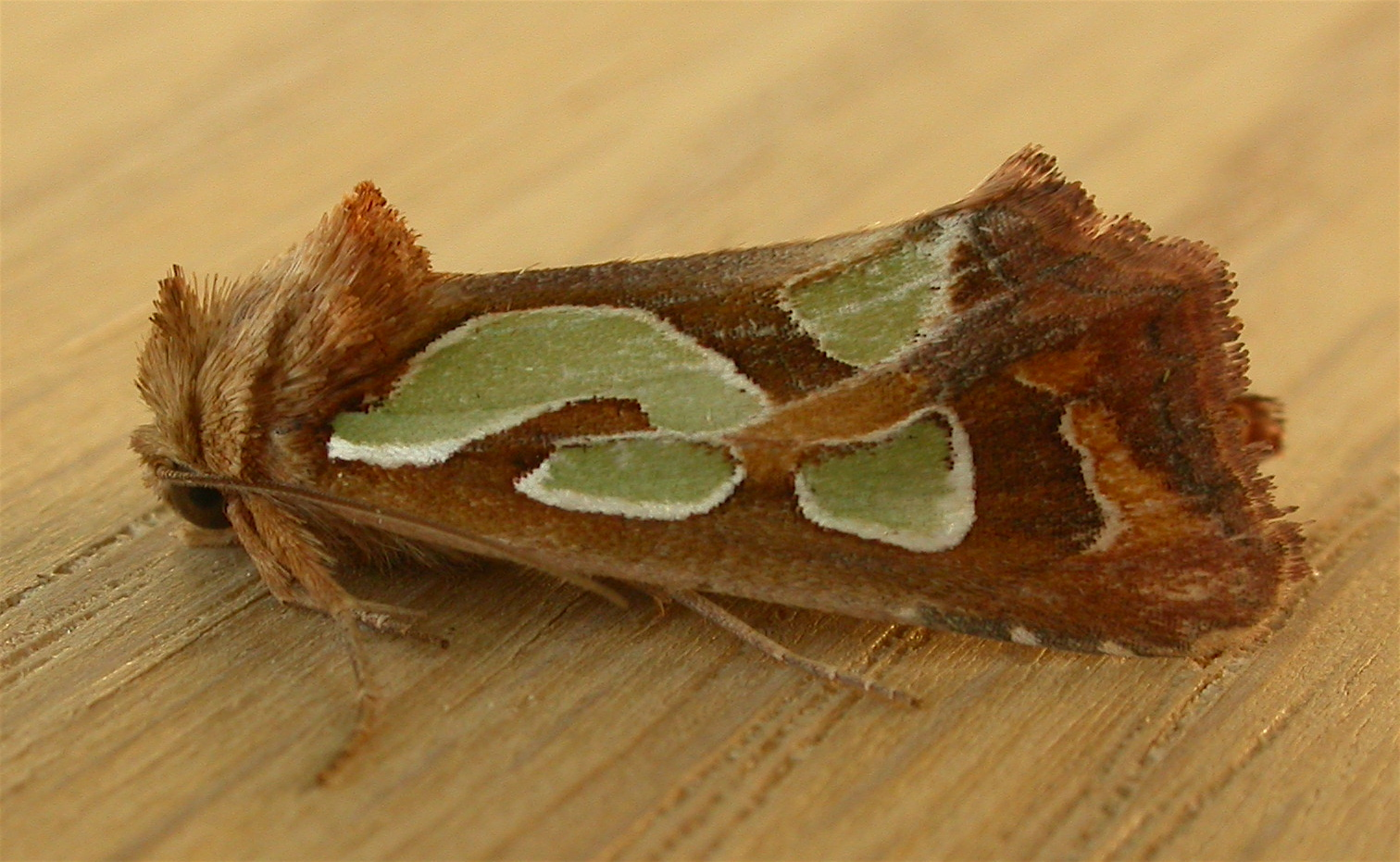